# Tavfer-Ovos Matinados-Mortágua
Tavfer-Ovos Matinados-Mortágua is een Portugese wielerploeg die is opgericht in 1999 en tot en met 2017 enkel op nationaal niveau actief was. Sinds 2018 is de ploeg actief op continentaal niveau van de UCI. De eerste overwinningen op profniveau werd geboekt door Iúri Leitão, die in 2021 twee etappes won in de Ronde van Alentejo. In 2023 won de Venezolaan Leangel Linarez onder andere twee etappes in de Ronde van Portugal.

## Overwinningen
2021
2e etappe Ronde van Alentejo: Iúri Leitão
3e etappe Ronde van Alentejo: Iúri Leitão
2022
3e etappe Ronde van Alentejo: Leangel Linarez
2e etappe Ronde van Portugal: João Matias
4e etappe Ronde van Portugal: João Matias
2023
2e etappe Ronde van Alentejo: Leangel Linarez
5e etappe Ronde van Alentejo: Leangel Linarez
1e etappe Ronde van Portugal: Leangel Linarez
2e etappe Ronde van Portugal: Leangel Linarez
3e etappe Ronde van Portugal: João Matias
2024
2e etappe Ronde van Alentejo: Leangel Linarez
Barbio · Campos · Carvalho · Chaves · Cordeiro · Leal · Magalhães · Meireles · Nunes · Rocha · Sousa · Teixeira